# Новостроевка-Первая
Новостроевка-Первая — село Грайворонского района Белгородской области, центр Новостроевского сельского поселения.

## География
Село находится в западной части Белгородской области (близ границы с Украиной), по обоим берегам реки Грайворонки (левого притока Ворсклы), выше по её руслу от районного центра, города Грайворона (непосредственно примыкает к городской застройке с юго-востока). Ещё выше по течению Грайворонки находится село с перекликающимся названием — Новостроевка-Вторая.

## История

### Происхождение названия
После большого пожара в городе Грайвороне в 1848 году немалая часть горожан-погорельцев заселила слободу Грайворонку (Новостройку), грайворонские хутора и хутор Байрак, образовав большую единую крестьянскую общину.

### Исторический очерк
К 1862 году в слободе Грайворонке (Новостройке) — 204 двора крестьян государственных, церковь, кирпичный завод, училище (открыто в 1844 году).
С июля 1928 года селение Новостроевка 1-я — центр и единственный населенный пункт Новостроевского сельсовета, в Грайворонском районе Центрально-чернозёмной области (ЦЧО).
В феврале 1930 года в Новостроевском сельсовете организовали колхоз имени Шевченко.
В феврале 1933 года грайворонская газета «За коллективизацию» сообщила, что «в селе 1-я Новостроевка работают две библиотеки (в школе и клубе), четыре красных уголка, в школе — 14 дневных и 3 вечерних класса, жители села выписывают 330 экземпляров газет и 130 журналов».
В 1958 году село Первая Новостроевка в Грайворонском районе — центр Новостроевского сельсовета (включал сёла Вторая Новостроевка и Первая Новостроевка и хутор Байрак).
В декабре 1962 года Грайворонский район «был ликвидирован», и Новостроевский сельсовет в полном составе вошел в Борисовский район, а в октябре 1989 года Грайворонский район был восстановлен.

## Население
По документам «местного исследования, проведенного в августе и сентябре 1884 года»:
Грайворонского уезда Грайворонской волости «слоб. Грайворонка, х. Байрак и Грайворонские хутора» — 364 двора крестьян государственных душевых, 2141 житель (1098 муж., 1043 жен.), грамотных 107 муж. из 87 семей и 50 учащихся мальчиков из 44 семей (среди женщин «Новостройки» — ни одной грамотной).
В 1928 году в селе Новостроевка 1-я было 620 дворов и 3246 жителей.
На 1 января 1932 года в селе Новостроевка 1-я — 3116 жителей.
По данным переписей населения на 17 января 1979 года в селе Новостроевка-Первая 606 жителей, на 12 января 1989 года — 400 жителей (153 мужчины, 247 женщин), на 1 января 1994 года — 652 жителя.
| 2002 | 2010 |
| ---- | ---- |
| 622  | ↗646 |

## Инфраструктура
По состоянию на 1995 год в Новостроевском сельсовете Грайворонского района имеются АОЗТ им. Шевченко и 7 фермерских хозяйств, частное предприятие по производству стеновых блоков, медицинский пункт, школы.
В 1997 году в селе Новостроевке-Первой располагались правление ООО «Новостроевское», фермерские хозяйства «Пригородное» и «Егоровское», медпункт, магазин, Дом культуры, неполная средняя школа, детский сад.